# Liste der Trainer des CD Cruz Azul
Die nachstehende Liste beinhaltet alle Trainer der Fußballmannschaft des CD Cruz Azul in der Primera División:
| Spielzeit        | Trainer                                                                      | Spielzeit        | Trainer                                                                                         |
| ---------------- | ---------------------------------------------------------------------------- | ---------------- | ----------------------------------------------------------------------------------------------- |
| 1964/65          | Jorge Marik (HUN)                                                            | 1965/66          | Jorge Marik (HUN)                                                                               |
| 1966/67          | Walter Ormeño (MEX / PER) bis 13. Spieltag, / Raúl Cárdenas (MEX) ab 14. Sp. | 1967/68          | Raúl Cárdenas (MEX)                                                                             |
| 1968/69          | Raúl Cárdenas (MEX)                                                          | 1969/70          | Raúl Cárdenas (MEX)                                                                             |
| México '70       | Raúl Cárdenas (MEX)                                                          | 1970/71          | Raúl Cárdenas (MEX)                                                                             |
| 1971/72          | Raúl Cárdenas (MEX)                                                          | 1972/73          | Raúl Cárdenas (MEX)                                                                             |
| 1973/74          | Raúl Cárdenas (MEX)                                                          | 1974/75          | Raúl Cárdenas (MEX)                                                                             |
| 1975/76          | José Moncebáez (MEX) bis 15. Sp. / Jorge Marik (HUN) ab 16. Sp.              | 1976/77          | Alfonso Portugal (MEX) bis 9. Sp. / Ignacio Trelles (MEX) ab 10. Sp.                            |
| 1977/78          | Ignacio Trelles (MEX)                                                        | 1978/79          | Ignacio Trelles (MEX)                                                                           |
| 1979/80          | Ignacio Trelles (MEX)                                                        | 1980/81          | Ignacio Trelles (MEX)                                                                           |
| 1981/82          | Ignacio Trelles (MEX)                                                        | 1982/83          | Ignacio Trelles (MEX) bis 13. Sp. / Miguel Marín (ARG) 14.–18. Sp. / Enrique Meza (MEX) 19. Sp. |
| 1983/84          | Alberto Quintano (CHI)                                                       | 1984/85          | Alberto Quintano (CHI)                                                                          |
| Prode '85        | Alberto Quintano (CHI)                                                       | México '86       | Alberto Quintano (CHI)                                                                          |
| 1986/87          | Héctor Pulido (MEX)                                                          | 1987/88          | Héctor Pulido (MEX)                                                                             |
| 1988/89          | Manuel Lapuente (MEX) bis 9. Sp. / Mario Velarde (MEX) ab 10. Sp.            | 1989/90          | Mario Velarde (MEX) bis 30. Sp. / Axel Bierbaum (GER)                                           |
| 1990/91          | Ignacio Prieto (CHI)                                                         | 1991/92          | Ignacio Prieto (CHI)                                                                            |
| 1992/93          | Nelson Acosta (CHI / URU) bis 17. Sp. / Enrique Meza (MEX) ab 18. Sp.        | 1993/94          | Enrique Meza (MEX)                                                                              |
| 1994/95          | Enrique Meza (MEX) bis 20. Sp. / Luis Fernando Tena (MEX) ab 21. Sp.         | 1995/96          | Luis Fernando Tena (MEX)                                                                        |
| Invierno '96     | Víctor Manuel Vucetich (MEX)                                                 | Verano '97       | Víctor Manuel Vucetich (MEX) bis 9. Sp. / Jesús del Muro (MEX) ab 10. Sp.                       |
| Invierno '97     | Luis Fernando Tena (MEX)                                                     | Verano '98       | Luis Fernando Tena (MEX)                                                                        |
| Invierno '98     | Luis Fernando Tena (MEX)                                                     | Verano '99       | Luis Fernando Tena (MEX)                                                                        |
| Invierno '99     | Luis Fernando Tena (MEX)                                                     | Verano '00       | Luis Fernando Tena (MEX) bis 10. Sp. / José Luis Trejo (MEX) ab 11. Sp.                         |
| Invierno '00     | José Luis Trejo (MEX)                                                        | Verano '01       | José Luis Trejo (MEX)                                                                           |
| Invierno '01     | José Luis Trejo (MEX)                                                        | Verano '02       | José Luis Trejo (MEX)                                                                           |
| Apertura '02     | José Luis Trejo (MEX)                                                        | Clausura '03     | Mario Carrillo (MEX) bis 9. Sp. / Enrique Meza (MEX) ab 10. Sp.                                 |
| Apertura '03     | Enrique Meza (MEX)                                                           | Clausura '04     | Enrique Meza (MEX) bis 9. Sp. / Luis Fernando Tena (MEX) ab 10. Sp.                             |
| Apertura '04     | Luis Fernando Tena (MEX) bis 10. Sp. / José Luis Saldivar (MEX) ab 11. Sp.   | Clausura '05     | Rubén Omar Romano (ARG)                                                                         |
| Apertura '05     | Rubén Omar Romano (ARG) / Isaac Mizrahi (MEX)                                | Clausura '06     | Isaac Mizrahi (MEX)                                                                             |
| Apertura '06     | Isaac Mizrahi (MEX)                                                          | Clausura '07     | Isaac Mizrahi (MEX)                                                                             |
| Apertura '07     | Sergio Markarián (URU)                                                       | Clausura '08     | Sergio Markarián (URU)                                                                          |
| Apertura '08     | Benjamín Galindo (MEX)                                                       | Clausura '09     | Benjamín Galindo (MEX) bis 16. Sp. / Robert Siboldi (URU) ab 17. Sp.                            |
| Apertura '09     | Enrique Meza (MEX)                                                           | Bicentenario '10 | Enrique Meza (MEX)                                                                              |
| Apertura '10     | Enrique Meza (MEX)                                                           | Clausura '11     | Enrique Meza (MEX)                                                                              |
| Apertura '11     | Enrique Meza (MEX)                                                           | Clausura '12     | Enrique Meza (MEX)                                                                              |
| Apertura '12     | Guillermo Vázquez (MEX)                                                      | Clausura '13     | Guillermo Vázquez (MEX)                                                                         |
| Apertura '13     | Guillermo Vázquez (MEX)                                                      | Clausura '14     | Luis Fernando Tena (MEX)                                                                        |
| Apertura '14     | Luis Fernando Tena (MEX)                                                     | Clausura '15     | Luis Fernando Tena (MEX)                                                                        |
| Apertura '15     | Sergio Bueno (MEX) / Tomás Boy (MEX)                                         | Clausura '16     | Tomás Boy (MEX)                                                                                 |
| Apertura '16     | Joaquín Moreno (MEX) / Paco Jémez (ESP)                                      | Clausura '17     | Paco Jémez (ESP)                                                                                |
| Apertura '17     | Paco Jémez (ESP)                                                             | Clausura '18     | Pedro Caixinha (POR)                                                                            |
| Apertura '18     | Pedro Caixinha (POR)                                                         | Clausura '19     | Pedro Caixinha (POR)                                                                            |
| Apertura '19     | Pedro Caixinha (POR) / Robert Siboldi (URU)                                  | Clausura '20     | Robert Siboldi (URU)                                                                            |
| Guard1anes '20   | Robert Siboldi (URU)                                                         | Guard1anes '21   | Juan Reynoso (PER)                                                                              |
| Grita México '21 | Juan Reynoso (PER)                                                           | Grita México '22 | Juan Reynoso (PER)                                                                              |